# Sint-Antoniuskapel (Kozen)

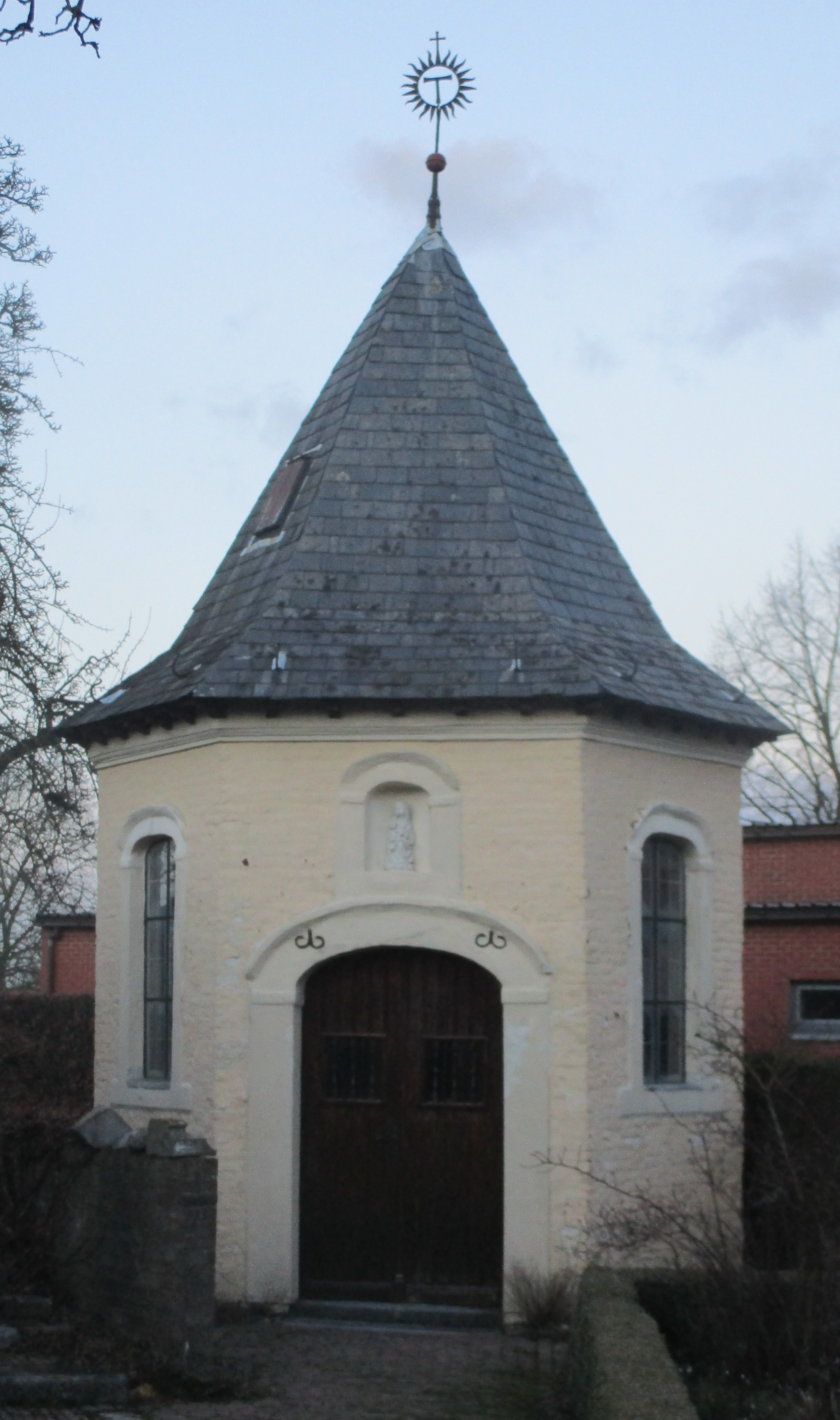
Sint-Antoniuskapel

De Sint-Antoniuskapel is een betreedbaar kapelletje aan de Opcosenstraat 14 te Kozen.
Het is een zeshoekig bakstenen gebouwtje dat voorzien is van een eveneens zeshoekige, licht ingesnoerde, spits. De kapel bestond zeker al in 1685 en was gewijd aan Sint-Antonius Abt. Mogelijk werd het kapelletje gebouwd na een pestepidemie.
Het gebouwtje raakte sterk in verval maar werd omstreeks 1990 door de buurtbewoners gerestaureerd en van nieuw pleisterwerk voorzien. Van belang is de omlijsting van de toegangsdeur en de vensters, in barokke stijl.